# Коба-Кая
Коба́-Кая́, также известная как Орёл (укр. Коба-Кая, крымскотат. Qoba Qaya, Къоба Къая), — скалистая гора на юго-восточном побережье Крымского полуострова. Входит в состав ботанического заказника «Новый Свет». Название в переводе с крымскотатарского языка означает «пещерная скала» (qoba — пещера, qaya — скала).
Высота — 165,1 м. Обрывается к морю высокой стеной. С востока Коба-Кая выглядит как косой круговой конус.
Коба-Кая возвышается над посёлком городского типа Новый Свет, от которого расположена к югу. Гора обрамляет Зелёную и Синюю бухты с юго-запада и северо-востока соответственно. С южного склона горы в Судакскую бухту Чёрного моря врезается мыс Плоский.
По скале в 1912 году, к приезду царя Николая II, по приказу князя Голицына была обустроена тропа, позднее получившая имя князя. У тропы в горе находится грот: грот Голицына или, как его ещё называют, грот Шаляпина. По тропе проводятся экскурсии.